# Typhaceae

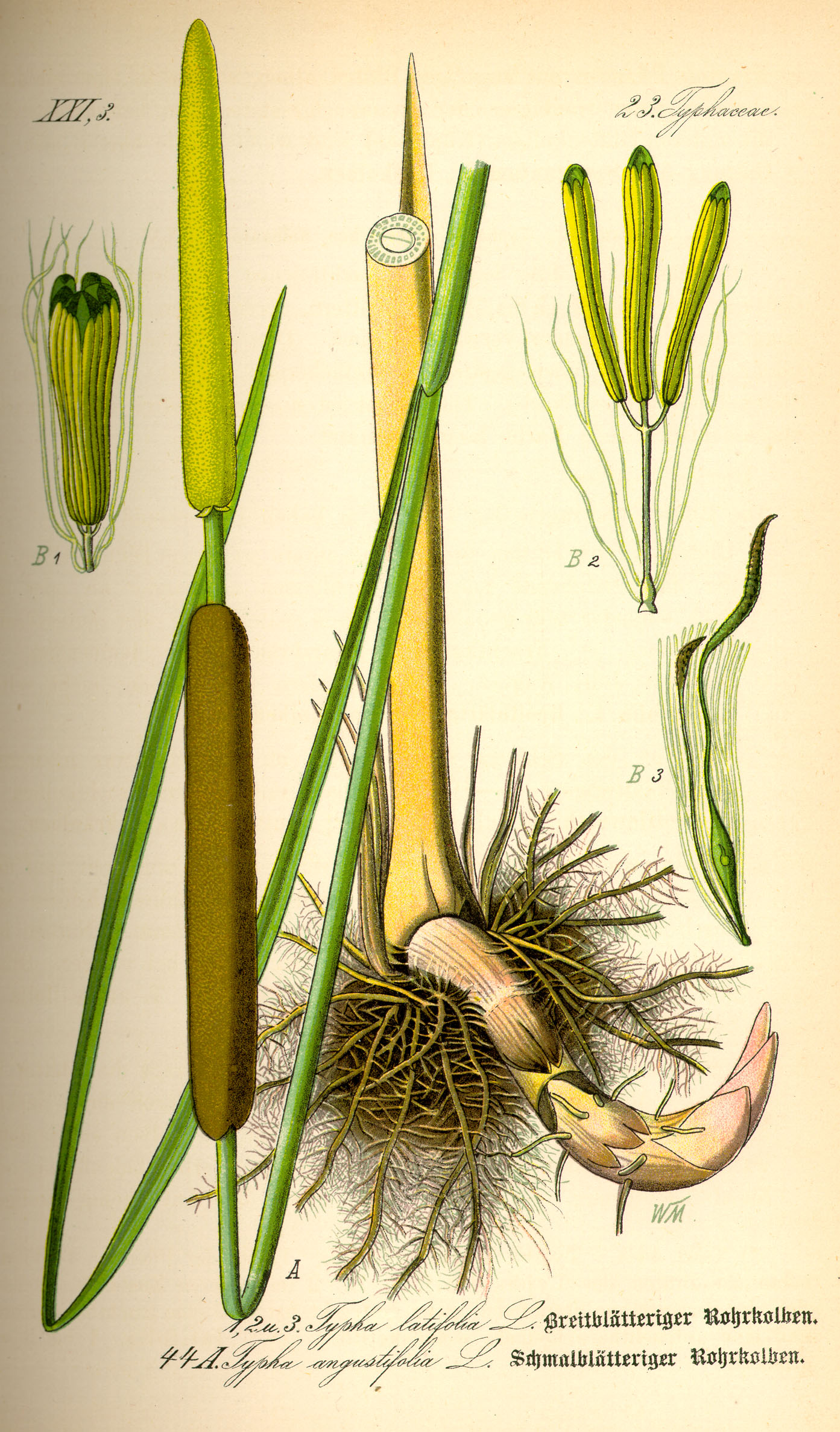
Typha latifolia (ilustração botânica de Otto Wilhelm Thomé in Flora Flora von Deutschland, Österreich und der Schweiz in Wort und Bild für Schule und Haus, Gera, 1885).

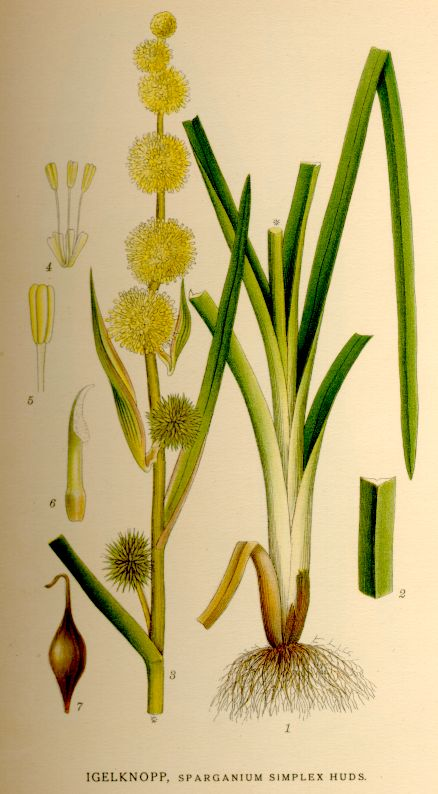
Sparganium simplex (ilustração botânica de Carl Lindman).

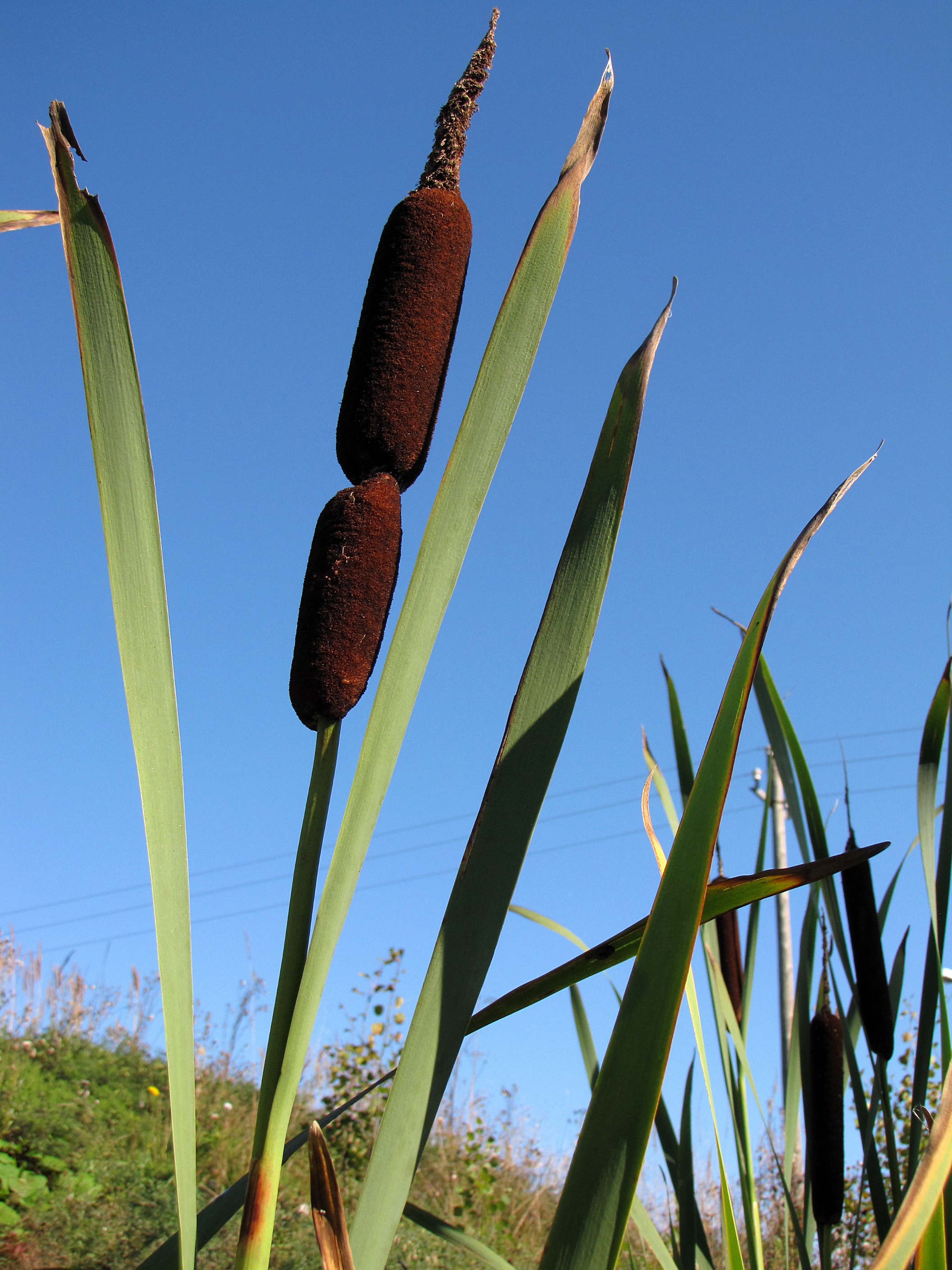
Typha latifolia (inflorescência).

Typhaceae Juss. é uma família de vegetais da ordem Poales do grupo de angiospermas. A família compõe-se de ervas aquáticas perenes com distribuição cosmopolita, podendo ser encontrada desde a zona tropical até as temperadas (regiões tropical, subtropical e temperada). Seu caule do tipo rizoma é simples ou ramificado, apresenta folhas simples com aerênquima. 
A família apresenta dois gêneros: Sparganium L., que possui cerca de 14 espécies e não está presente no Brasil, e o gênero Typha L., que contém cerca de 10 a 13 espécies, sendo 3 delas nativas do Brasil (Typha domingensis Pers, Typha latifolia L. e Typha angustifolia L.). A inflorescência de ambos os gêneros apresentam diferenças, sendo que Sparganium a possui em forma globosa, enquanto Typha, em espiga, todavia ambas possuem inflorescências eretas, terminais e emergentes.

## Diversidade Taxonômica
A família das tifáceas inclui dois gêneros, Sparganium e Typha, a primeira com cerca de 14 espécies e a segunda por volta de 10 a 13 espécies, sendo 3 ocorrentes no Brasil (Typha domingensis, Typha latifolia e Typha angustifolia). Apesar disso, Sparganium pode ser encontrada no Brasil, porém apenas como uma planta cultivada e não nativa, diferentemente da Typha. Portanto, temos:
Exemplos de Typha
- Typha domingensis;
- Typha latifolia;
- Typha angustifolia;
- Typha subulata Crespo & Pérez-Mor[3];
- Typha albida Riedl[6].

Exemplos de Sparganium
- Sparganium erectum L.[7];
- Sparganium emersum Rehmann[7];
- Sparganium americanum Nutt.[8];
- Sparganium angustifolium Michx.[8];
- Sparganium eurycarpum Engelm.[8];
- Sparganium gramineum Georgi[8];
- Sparganium japonicum Rothert[8].

## Morfologia
As Typhaceae são plantas aquáticas encontradas em áreas de brejos e bordas de riachos, podendo estar submersas. Têm em torno de 3 a 4 metros de altura e são perenes. Rizomas escamosos, simpodiais e amiláceos.
As folhas são alternas ou dísticas com presença de bainha invaginante na base formando um pseudocaule; a lâmina é simples, linear, quilhada ou plana, e são esponjosas na região transversal.
As inflorescências são terminais, eretas, no gênero Sparganium são encontradas em racemo com as partes femininas alocadas abaixo das masculinas, e em Typha formam espigas cilíndricas densas com duas partes ao longo do mesmo eixo que são separadas por uma porção estéril com a parte feminina posicionada basalmente.
As flores são hipóginas; perianto com uma ou várias tépalas discretas ou escamas podendo ou não ser numerosas ou cerdas delgadas semelhantes a pelos.
As flores masculinas com 3 estames, filamentos distintos ou conatos; anteras basifixas; tetrasporângio. As flores femininas têm ovário súpero geralmente pseudo monômero, com um único carpelo fértil, sendo menos frequente com dois ou três carpelos, são totalmente desenvolvidos para formar um ovário composto, óvulo solitário sendo um por lóculo, pendente perto do topo, apótropos, anátropos, bitegumentados e crassinuclear; estigmas variam de acordo com o número de carpelos desenvolvidos.
O fruto diverge nos gêneros, Sparganium é uma drupa esponjosa enquanto em Typha temos um pequeno folículo seco, semelhante a um aquênio, indeiscente ou dorsalmente deiscente. As sementes com embrião reto circundado por abundante endosperma farináceo que contém amido, proteínas e óleos e o perisperma fino.

## Polinização e dispersão
Os dois gêneros divergem quanto a dispersão de suas sementes. Enquanto Sparganium dispersa por hidrocoria em Typha ocorre anemocoria (por vento). Em Sparganium, os frutos maduros caem na água podendo flutuar por aproximadamente um ano mantendo sua viabilidade. O exocarpo esponjoso presente pode apodrecer permanecendo somente o endocarpo. Em sua extremidade distal encontra-se um poro em que emerge o embrião em germinação. A abertura do poro é bloqueada por um tampão micropilar que é formado pelo alargamento dos tegumentos, essa estrutura contribui com o retardamento da germinação possibilitando que ela ocorra em momento mais propício com a decomposição ou remoção do tampão. Sua dispersão ocorre principalmente pela água, mas pode acontecer, de forma complementar, por epizoocoria e ou endozoocoria - geralmente por aves aquáticas. Enquanto em Typha, que é adaptada à dispersão através do vento, apresenta frutos leves com o perigônio persistente transformado em pelos finos, uniformes e sem feixes vasculares. O amido encontrado no endosperma é parcialmente substituído por óleos graxos que diminuem o peso dos diásporos, e tanto o mesocarpo como o endocarpo são reduzidos e as inflorescências fortemente condensadas. Todas essas diferenças facilitam a dispersão por anemocoria.

## Relações filogenéticas
Typhaceae é representante da linhagem basal da ordem Poales, junto com Bromeliaceae e Rapateaceae. As três famílias deram origem às demais famílias divergentes na ordem. A informação é corroborada tanto por estudos de análises moleculares filogenéticas como por dados paleontológicos. A família Typhaceae já foi considerada monogenérica com somente o gênero Typha (Sistema de Classificação APG II, 2003). Por seguinte, Sparganium foi incluído na família (Sistema de Classificação APG III, 2009), que antes se encontrava na família monotípica Sparganiaceae, extinta atualmente. Portanto Typhaceae possui dois gêneros, Sparganium, com 14 espécies, e Typha, com 10 a 13 espécies.  Ambos os gêneros são encontrados em ambientes pantanosos ou alagados, enquanto Sparganium é restrita ao Hemisfério Norte, a Typha se distribui mais amplamente, sendo encontrada em todos os continentes, exceto na Antártica. Os gêneros diferem na estrutura do fruto ao passo que em Sparganium eles são drupas de pericarpo esponjoso e em Typha, pequenos e parecidos com aquênios antes da deiscência. A família Typhaceae mantém semelhanças em relação ao óvulo com as outras duas famílias basais. Ele é do tipo anátropo, crassinucelado e bitegumentado, porém se diferenciam pela micrópila constituída somente pelo tegumento interno.

## Lista de espécies e ocorrência do Brasil
Dos gêneros existentes somente o Typha é nativo é encontrado no Brasil, com domínio fitogeográfico em todos os biomas - Amazônia, Caatinga, Cerrado, Mata Atlântica, Pampa e Pantanal -, não apresentando endemia com área específica. Dentre as cerca de 13 espécies conhecidas atualmente, apenas três são encontradas no Brasil, sendo elas: Typha latifolia, Typha domingensis e Typha angustifolia.